# 龍河洞
33°36′11.39″N 133°44′42.64″E / 33.6031639°N 133.7451778°E
龍河洞是位於日本高知縣香美市三宝山下方的鐘乳洞，洞內有西本洞、中央及東本洞三個主要的通道，另外還有24個複雜的支洞相連，總長度約4公里，目前開放觀光的區域約為1公里左右。與岩手縣的龍泉洞及山口縣的秋芳洞並為日本三大鐘乳洞。
洞內還有2000年前彌生時代所遺留下來的土器、石器、火燒痕跡，由於石灰地形的作用，部分的土器已被鐘乳石化，其餘開採出來的文物已被收進「龍河洞博物館」中。目前是國家指定的史跡暨天然紀念物。

## 图廊

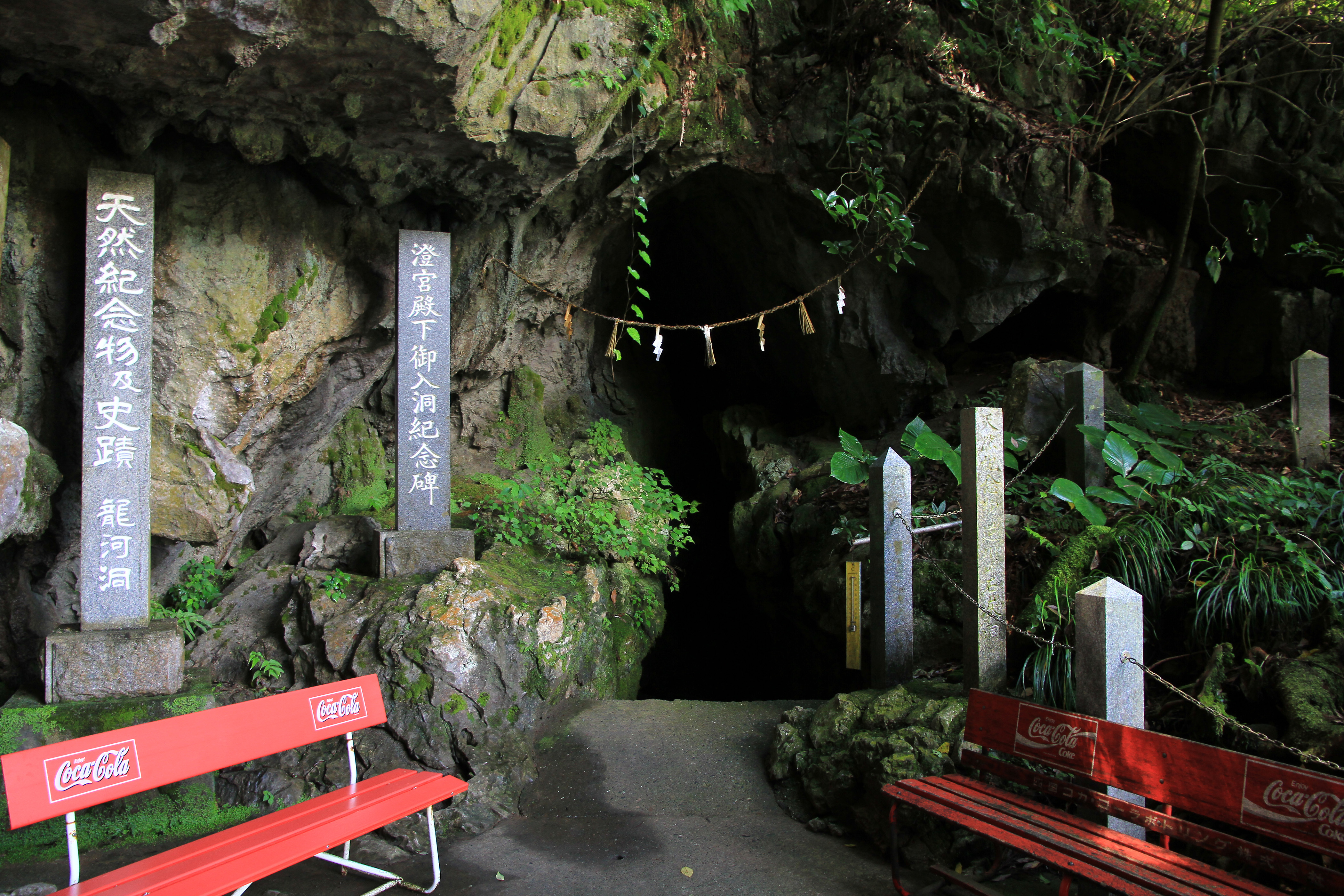
西洞入口（非公開）
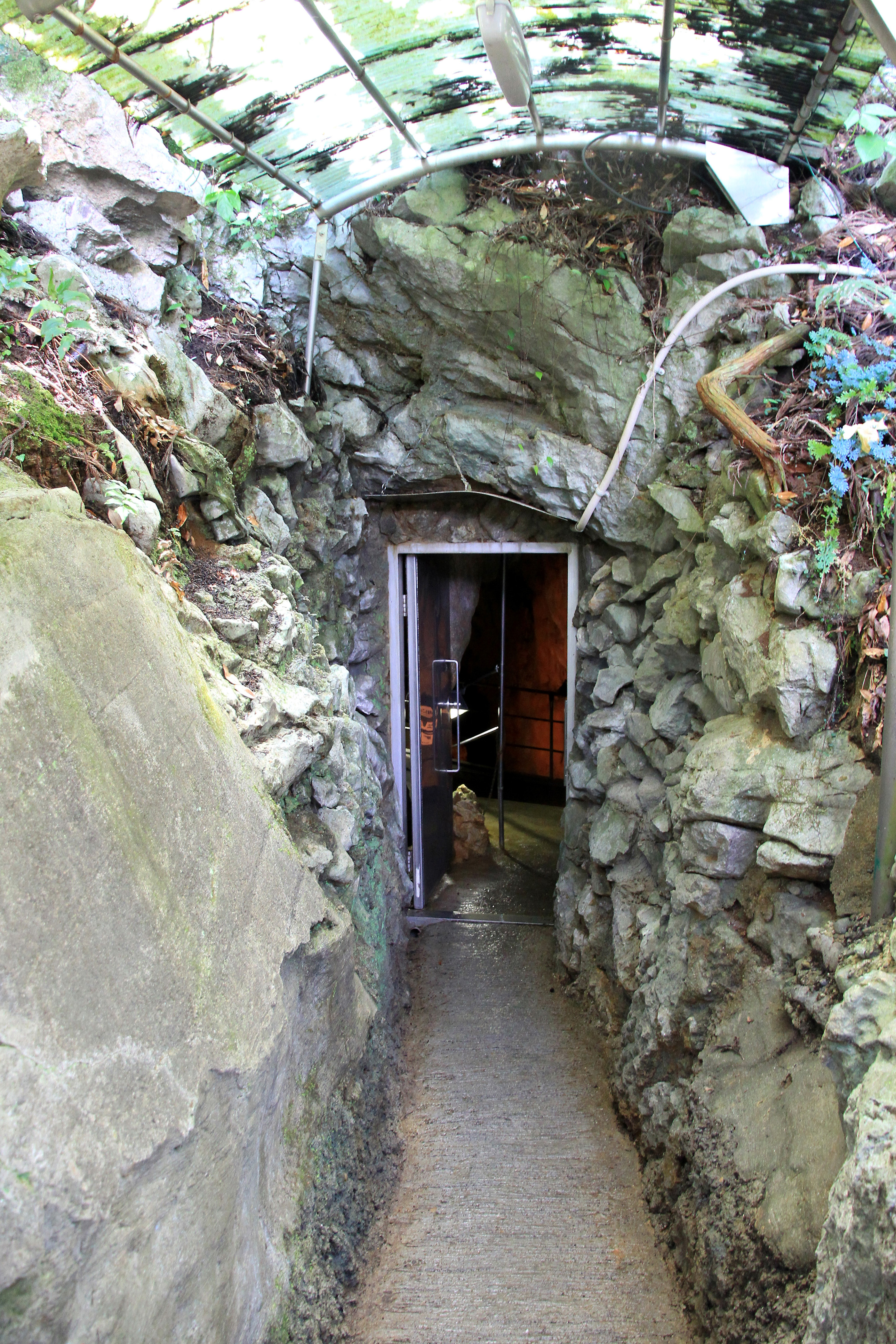
出口
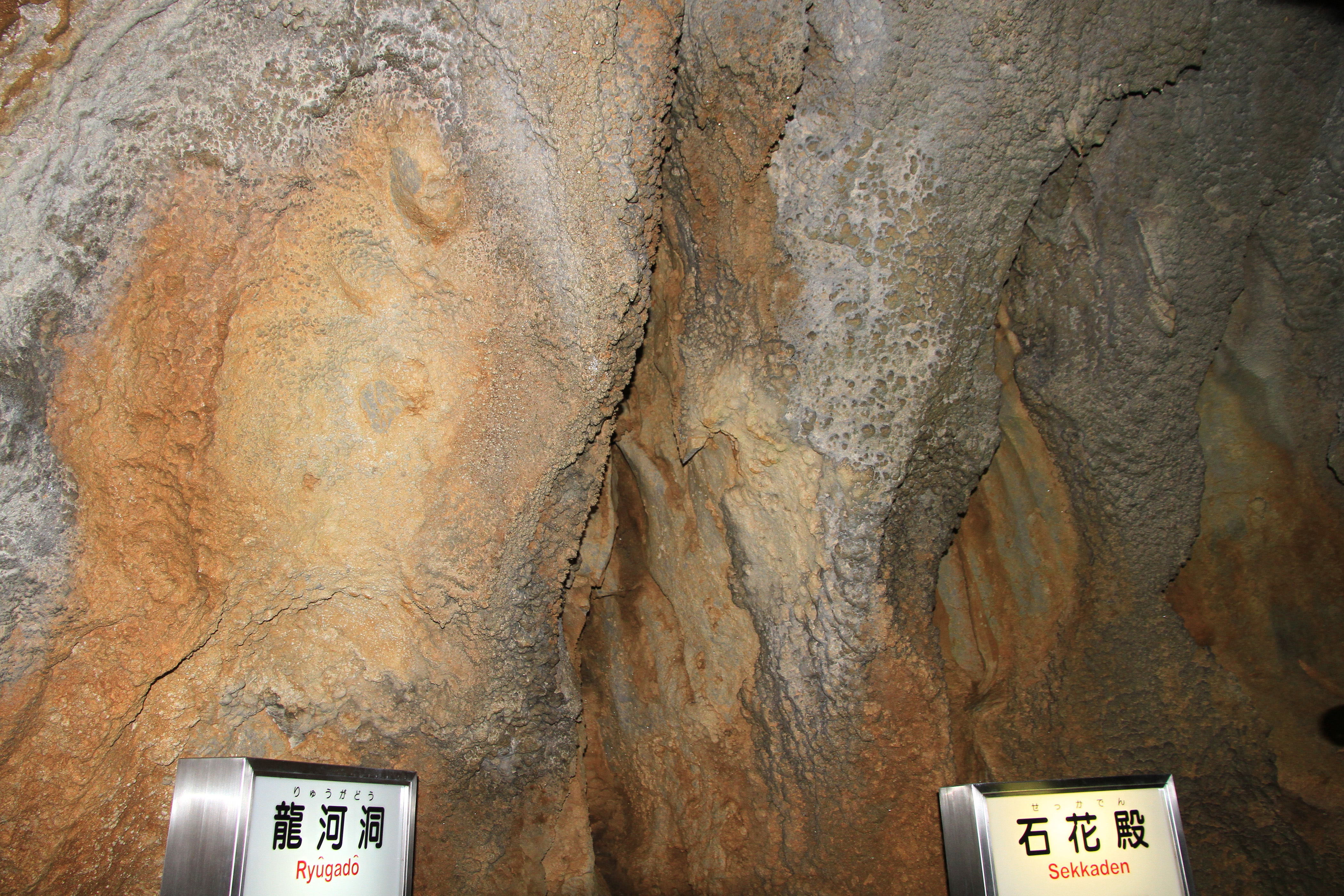
石花殿
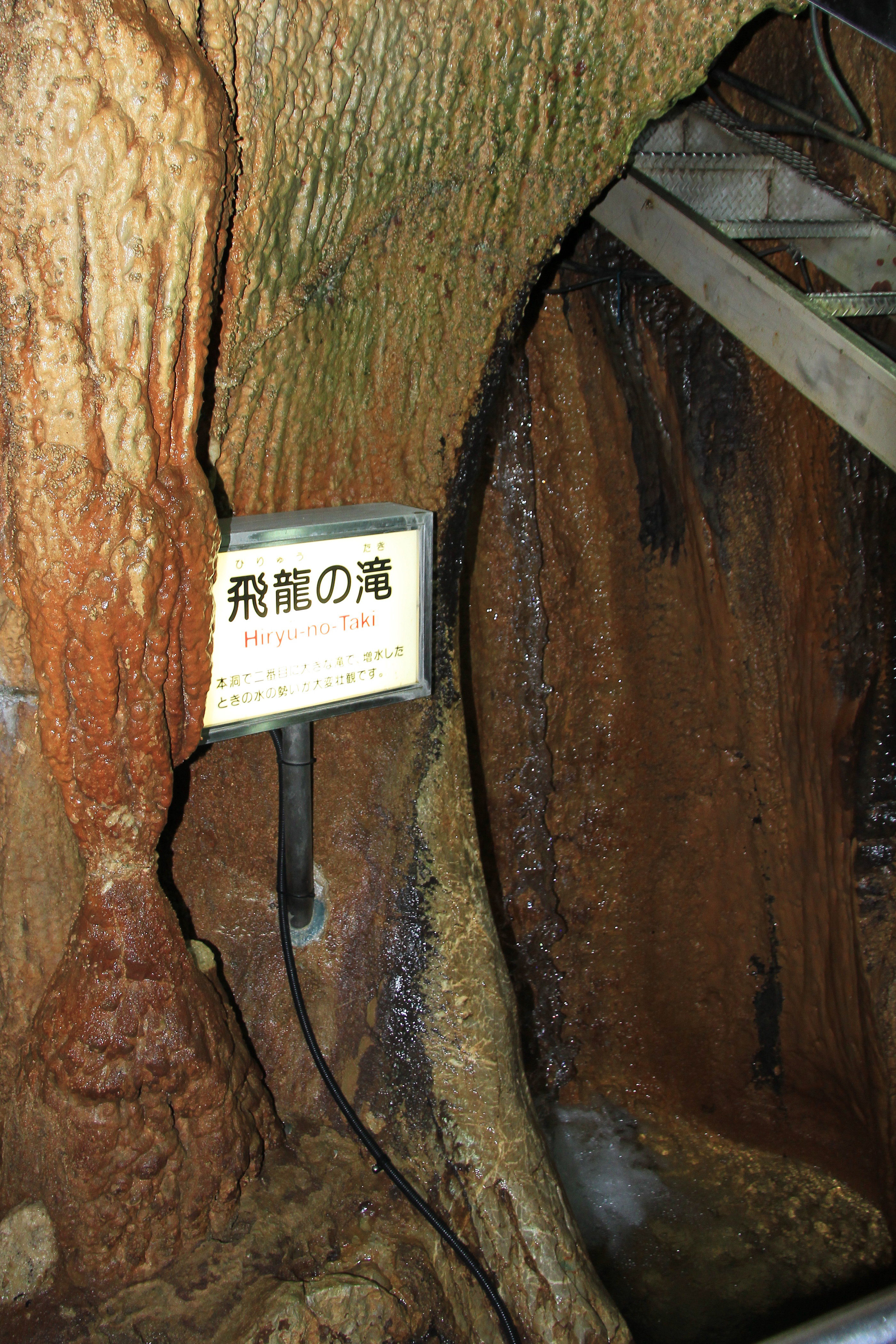
飞龙瀑布（飛龍の滝）
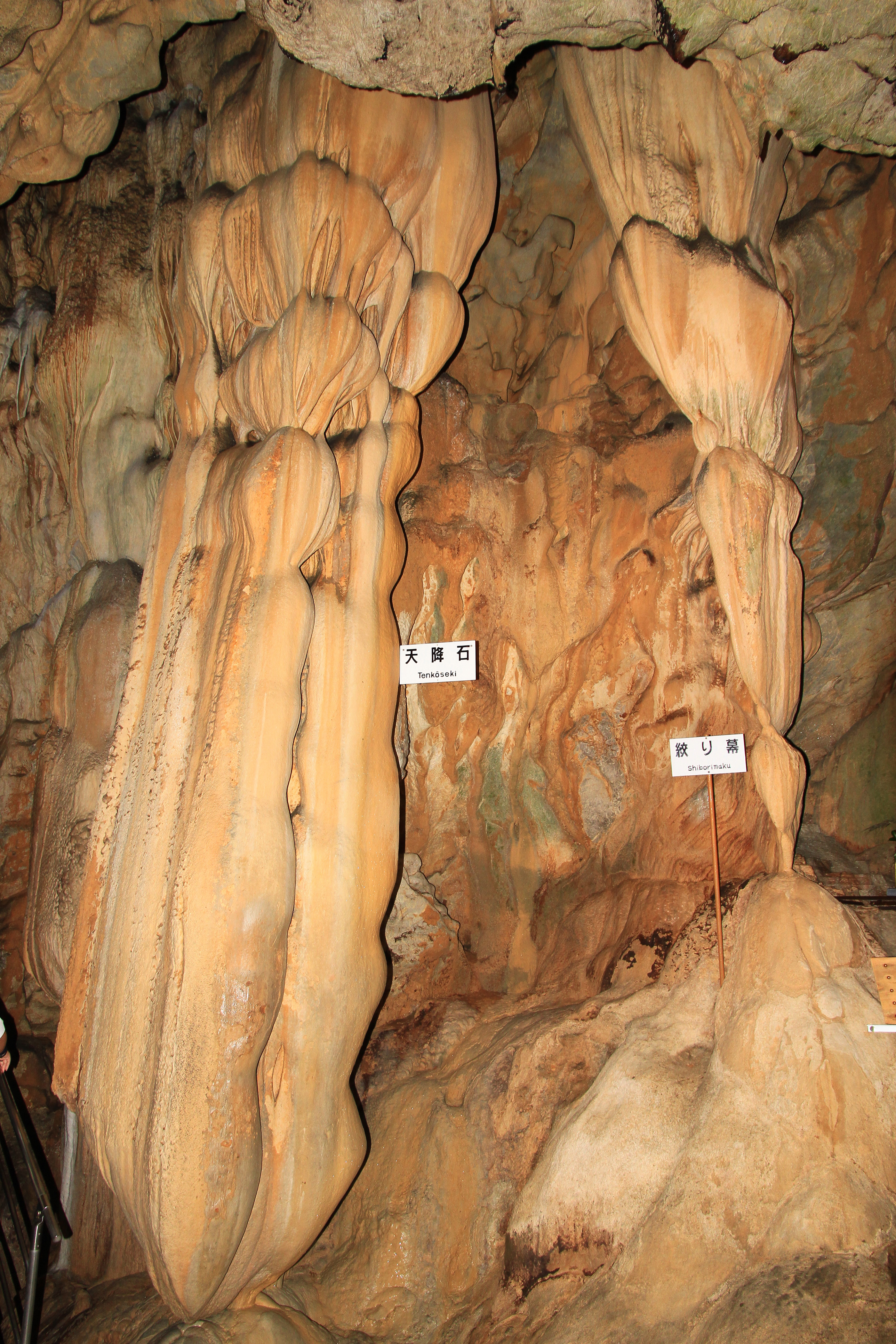
天降石和拉深幕（絞り幕）
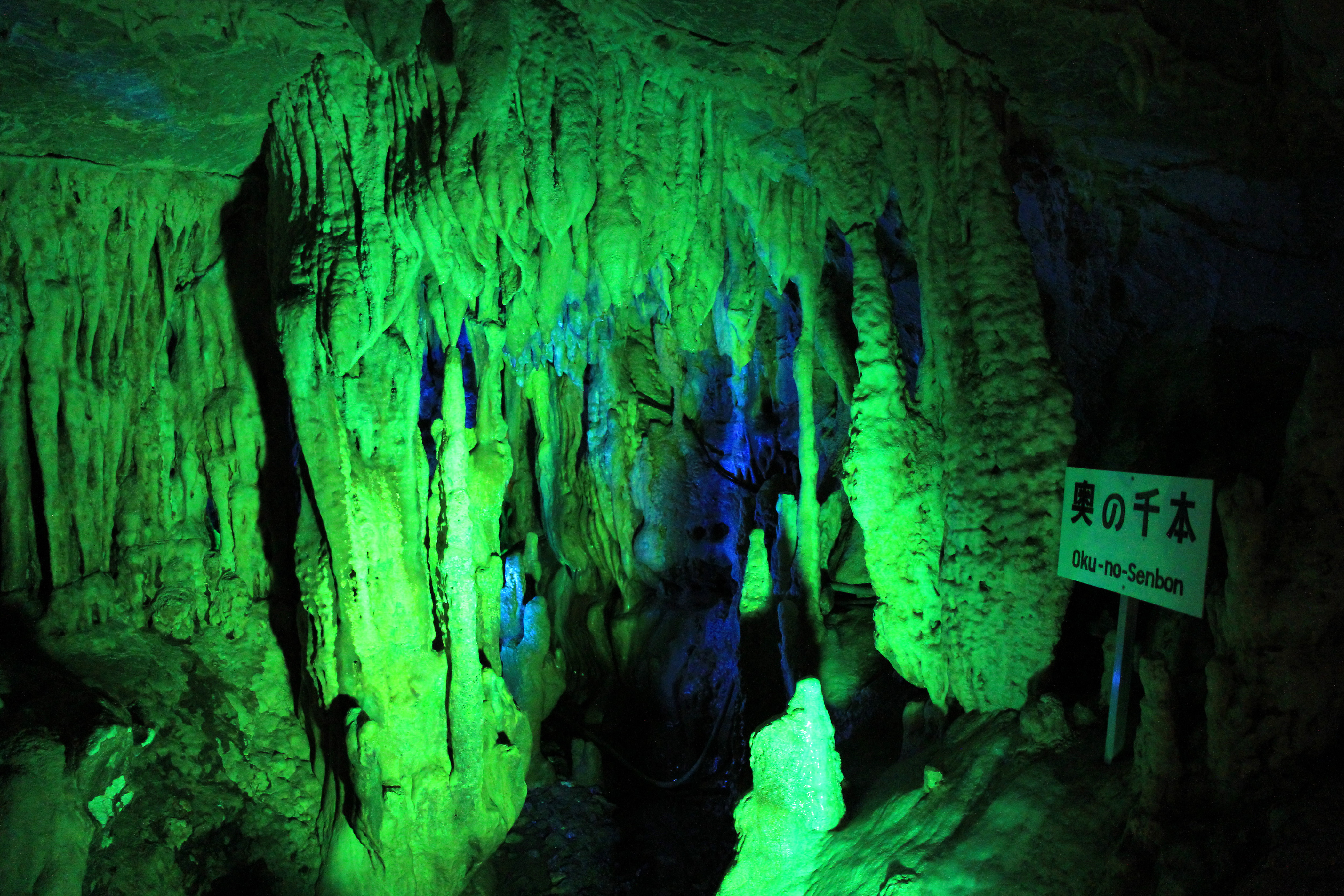
奥之千本（奥の千本）
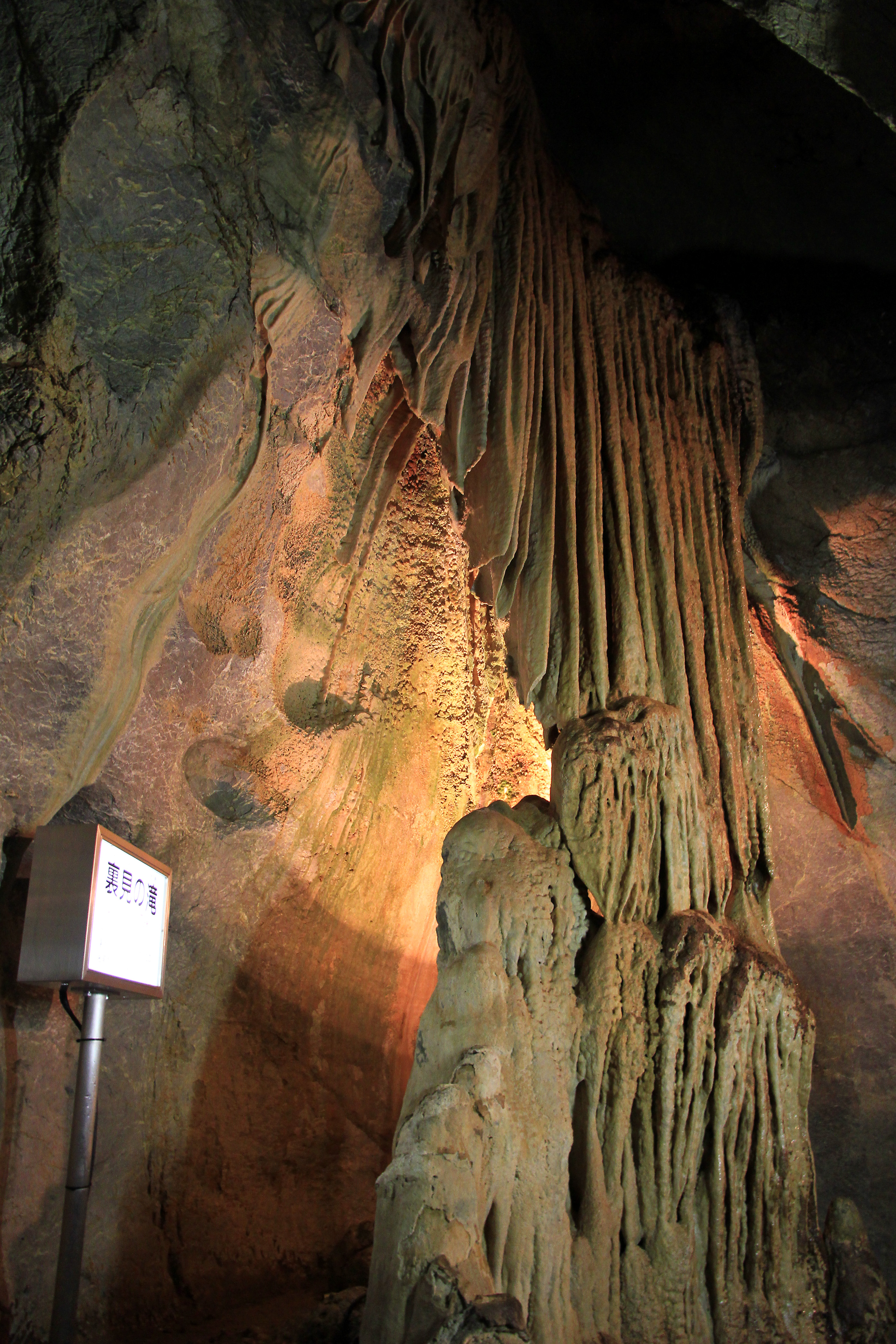
裏見瀑布（裏見の滝）
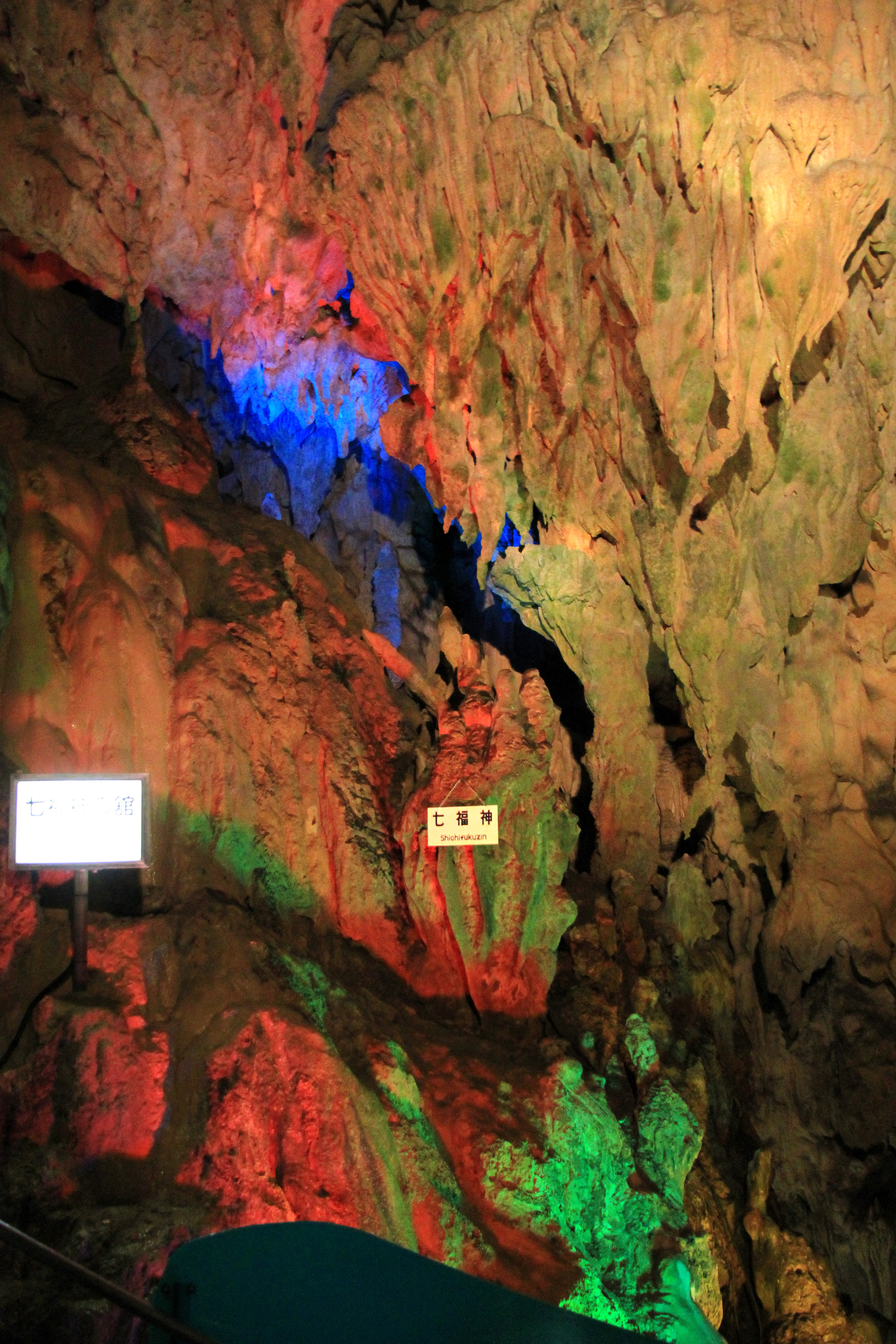
七福神之舘
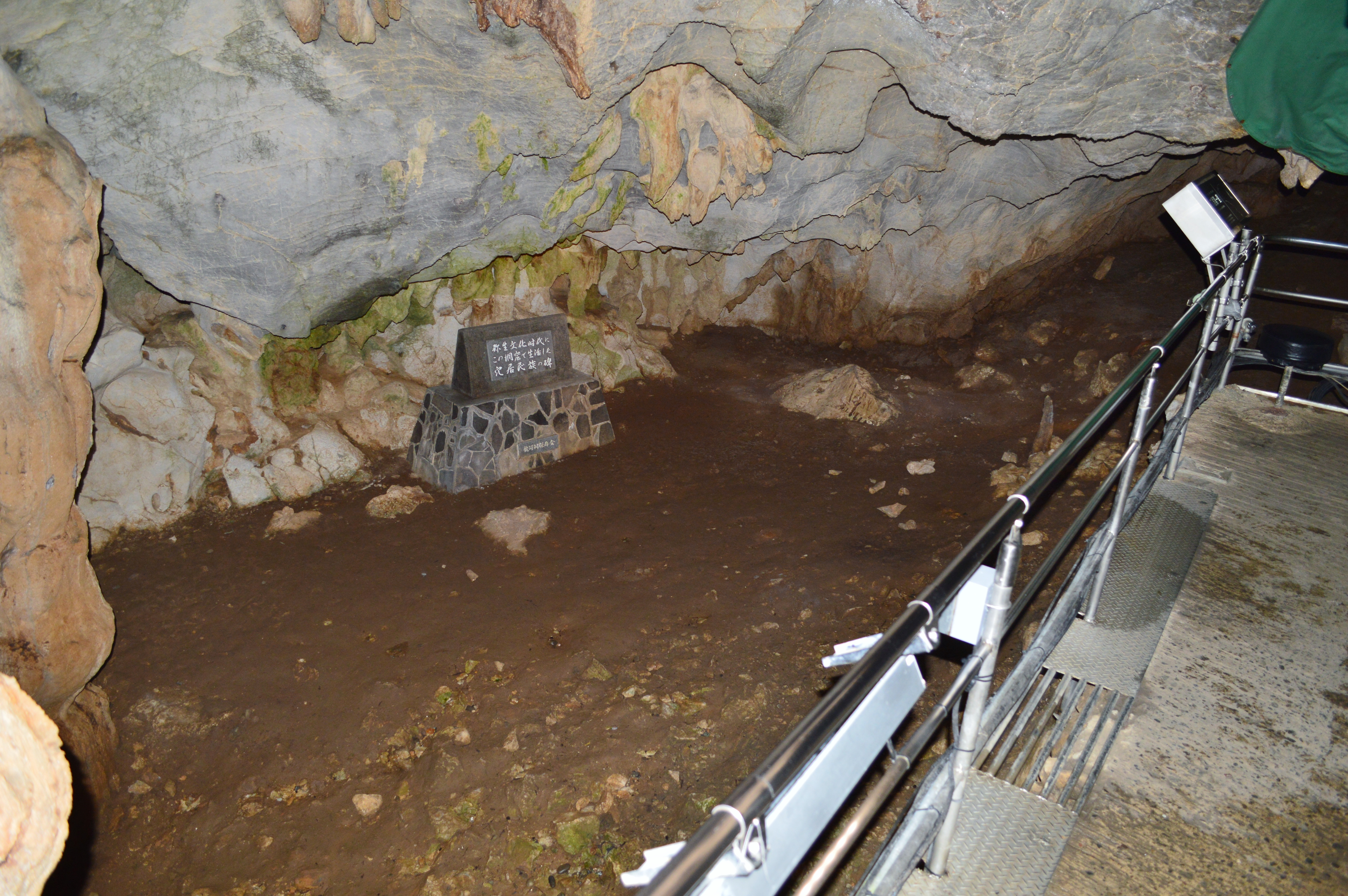
穴居第一室
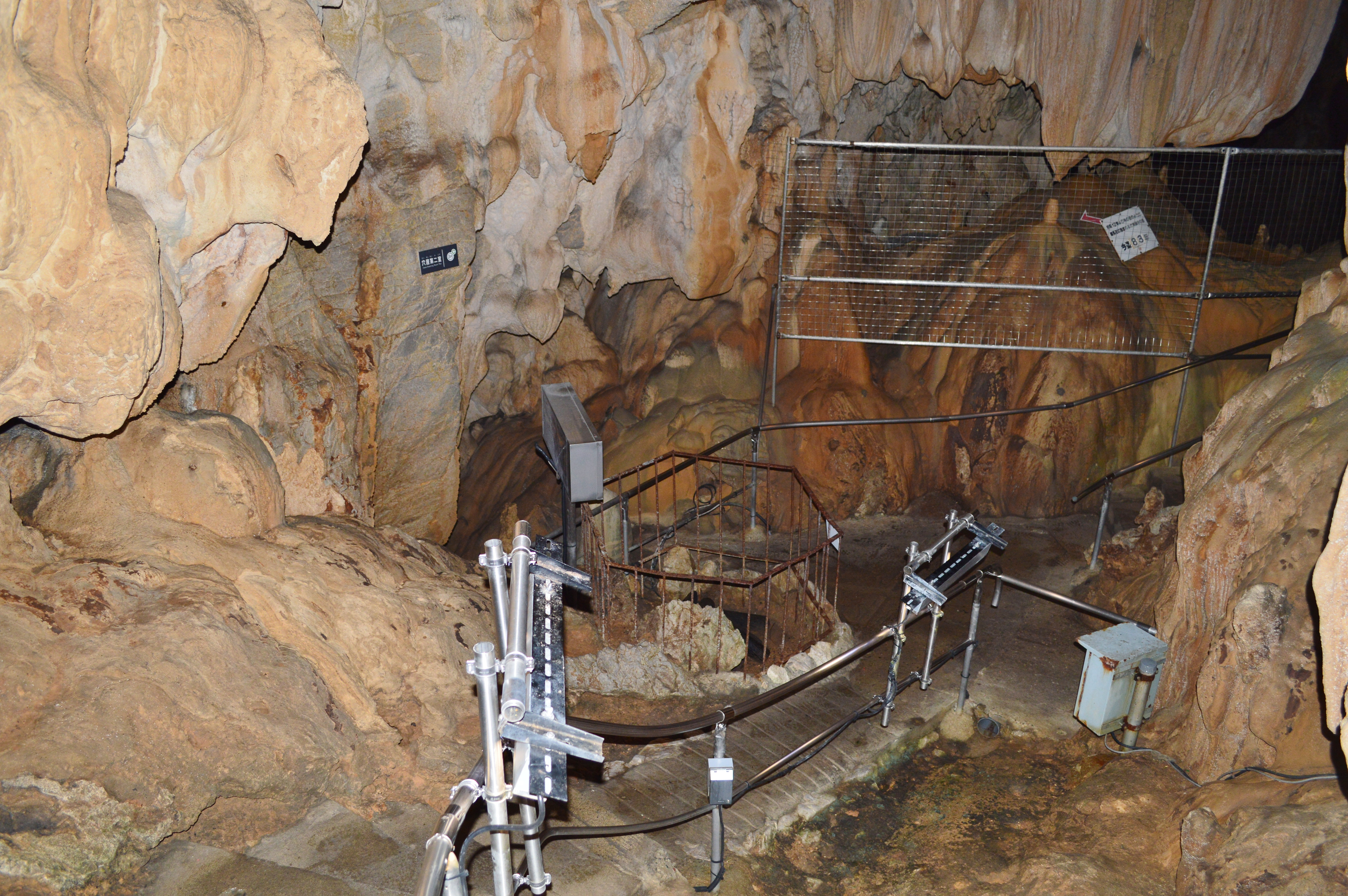
穴居第二室
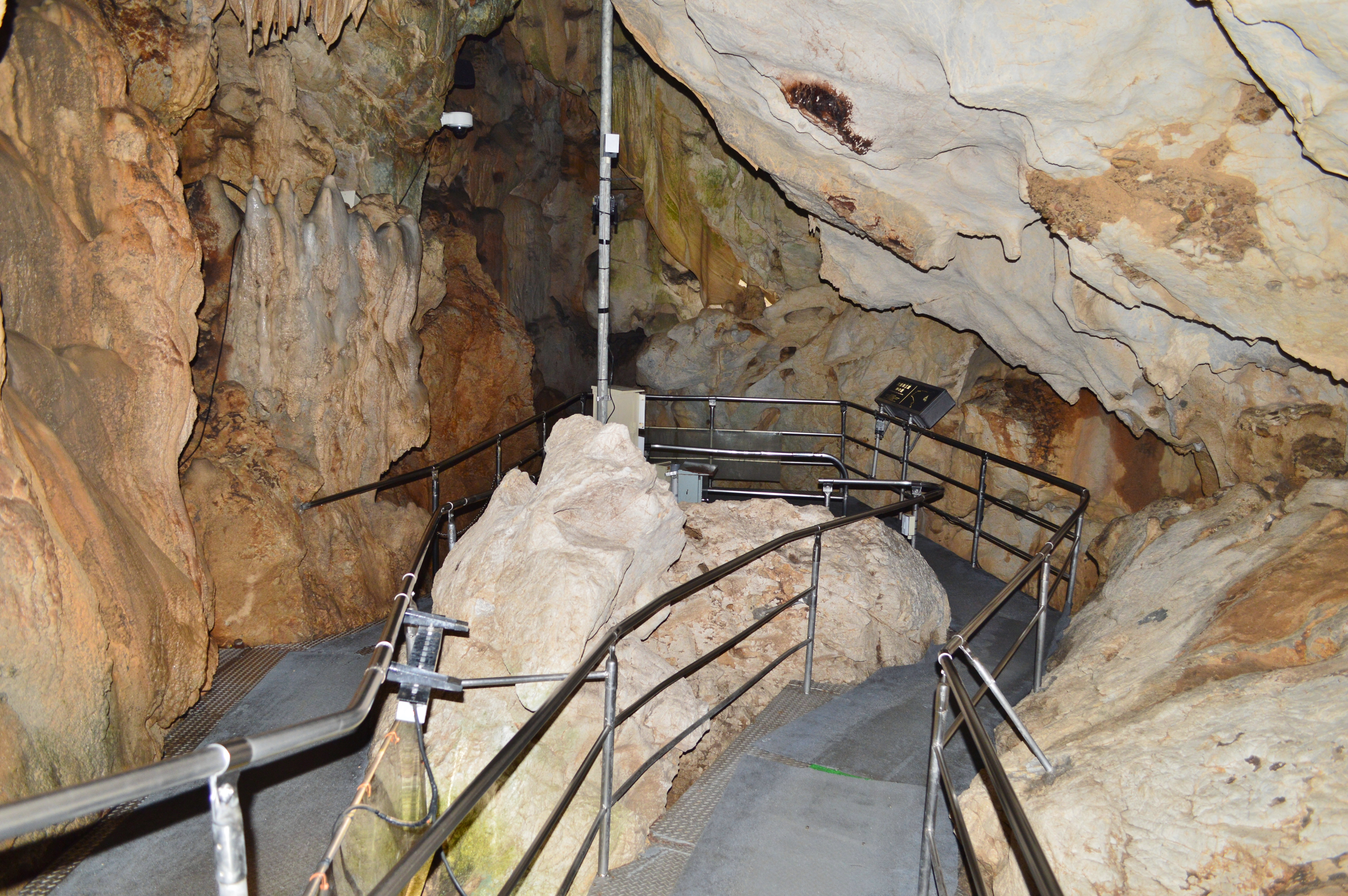
穴居第三室
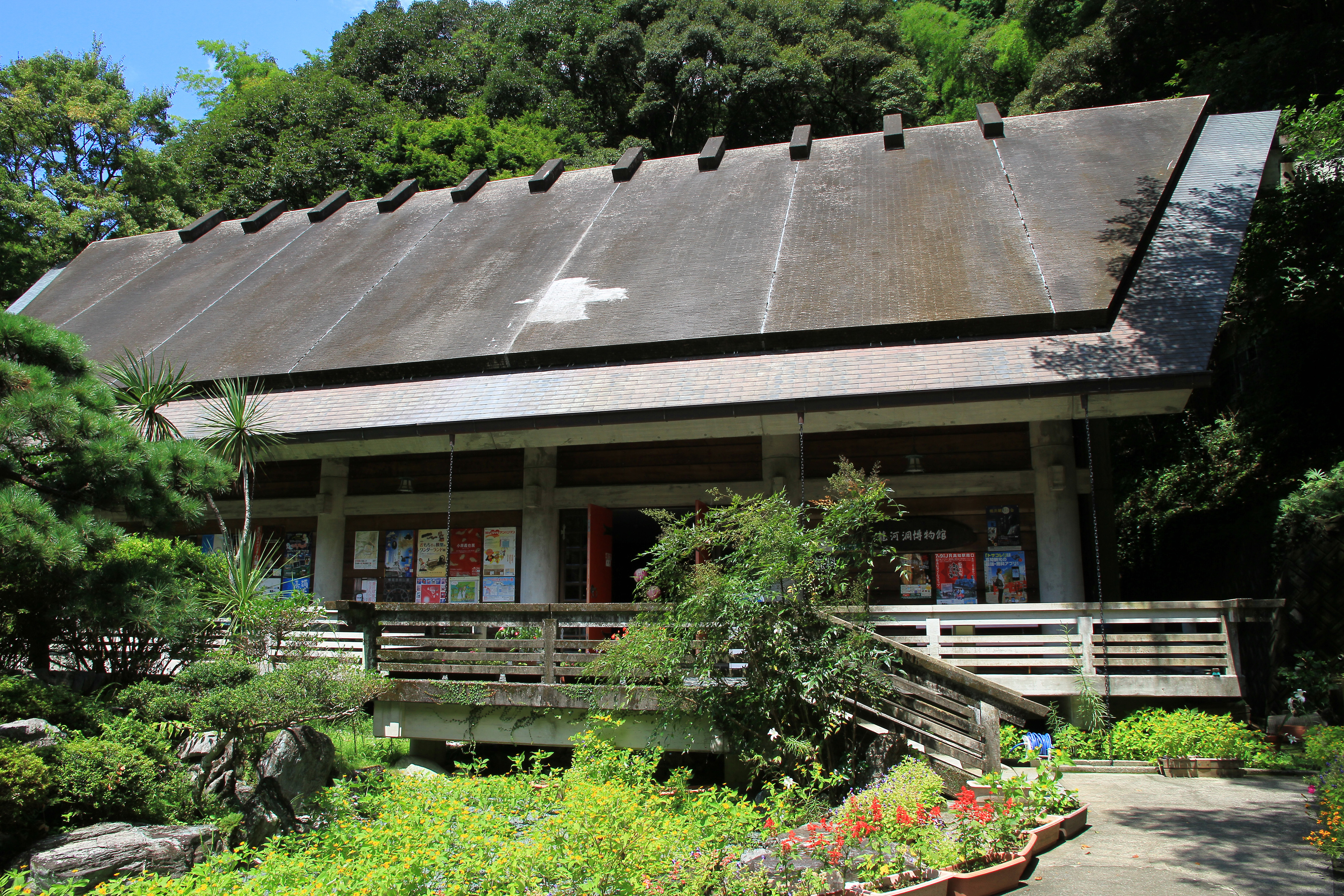
龍河洞博物館
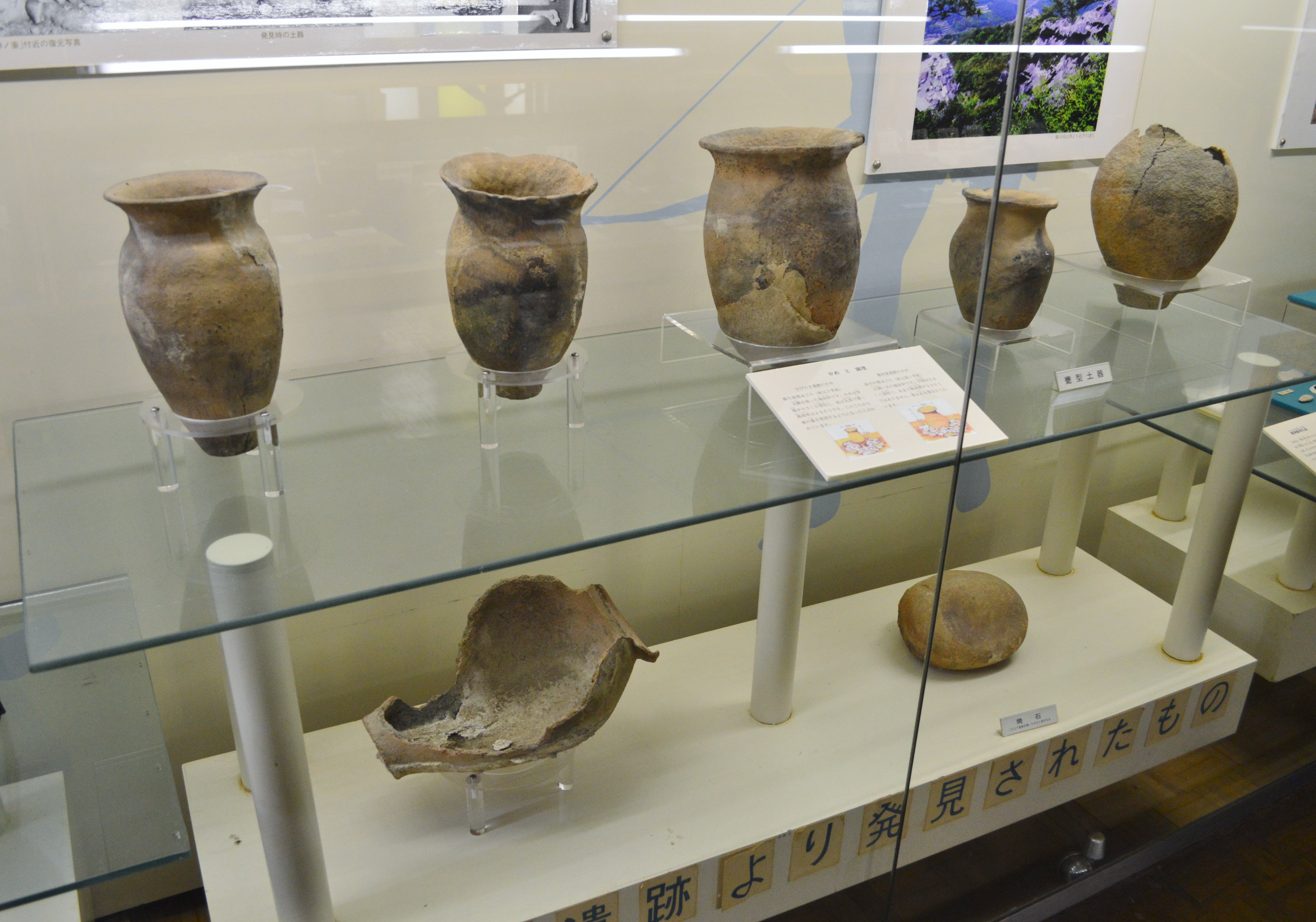
出土土器（龍河洞博物館展示）